# Atheta vestita
Atheta vestita es una especie de escarabajo del género Atheta, familia Staphylinidae. Fue descrita científicamente por Gravenhorst en 1806.
Habita en Reino Unido, Suecia, Noruega, Finlandia, Estonia, Países Bajos, Rusia, Alemania, Groenlandia, Dinamarca, Canadá, Francia, Islandia, Ucrania y los Estados Unidos.